# Лувен (графство)
Графство Лувен (нидерл. Graafschap Leuven) — средневековое графство, располагавшееся на территории современной Бельгии в регионе Фландрия. Первым графом был Ламберт I Бородатый из дома Ренье, последним — герцог Генрих I Брабантский.

## История
В 956 году граф Эно Ренье III восстал против императора Оттона I, но был захвачен плен и выдан Оттону I, который в 958 году выслал его, а его владения были конфискованы. Графство Эно было разделено на 2 части: графство Монс и маркграфство Валансьен. Малолетние сыновья Ренье III, Ренье и Ламберт были переправлены в Западно-Франкское королевство (Францию), где нашли приют при королевском дворе.
Часть графства Эно с Лувеном было передано Ламберту, став ядром Лувенского графства. Впервые Ламберт упомянут с титулом графа Лувена в акте, датированном 1003 годом. В начале 990-х Ламберт женился на Герберге, дочери герцога Нижней Лотарингии Карла. Кроме того, что данный брак значительно повысил престиж Ламберта, он в качестве приданого получил Брюссельскую марку, а также стал светским аббатом Нивеля и Жамблу. Эти приобретения составили основу могущества Лувенского дома.
В 1106 году Генрих V захватил территории графа Лимбурга Генриха I и передал отобранный у него титул герцога Нижней Лотарингии графу Лувена Готфриду. Также Готфрид получил ландграфство Брабант. Генрих продолжал борьбу против Готфрида Лувенского, но особого успеха он не добился. Потомки Генриха Лимбургского продолжили его борьбу и спорили за титул герцога Нижней Лотарингии с представителями Лувенского дома до 1191 года.
После смерти Готфрида III титул герцога Нижней Лотарингии был объявлен не имеющим правления. Несмотря на это, вплоть до конца Ancien Régime герцоги Брабанта формально носили и этот титул. Между 1182 и 1184 годом сын Готфрида III Генрих I участвовал в защите Иерусалима, за что император возвёл Брабант в статус герцогства и сделал Генриха первым герцогом Брабанта. После смерти отца в 1290 году к Генриху перешел Лувен, который был фактически объединен с герцогством Брабант.

## Графы Лувена

### Графы Лувена и Брюсселя
- 988—1015: Ламберт I, (950—1015), сын Ренье III, графа Эно, граф Лувена с 988, получил Брюссель как приданое в 994;
- 1015—1038: Генрих I, (ум. 1038), сын предыдущего;
- 1038—1040: Оттон I (ум. ок. 1041), сын предыдущего;
- 1040—1062: Ламберт II (ум. 1062), дядя предыдущего, сын Ламберта I;
- 1054—1079: Генрих II (1020—1079), сын предыдущего;
- 1079—1095: Генрих III (ум. 1095), сын предыдущего, ландграф Брабанта с 1085.

### Ландграфы Брабанта, графы Лувена и Брюсселя,герцоги Нижней Лотарингии
- 1095—1139: Готфрид I (1060—1139), брат предыдущего;

После Готфрида I, титул графа Брюсселя перестал использоваться.
- 1139—1142: Готфрид II (1107—1142), сын предыдущего;
- 1142—1190: Готфрид III (1140—1190), сын предыдущего;
- 1183—1235: Генрих I (1165—1235), сын предыдущего, граф Брюсселя с 1179, герцог Брабанта с 1183, граф Лувена и герцог Лотье с 1190.

- См. список герцогов Брабанта.